# 菲爾·墨菲
菲爾·達頓·墨菲（英語：Philip Dunton Murphy；1957年8月16日—）是美国的金融家、外交官和政治人物，現任新泽西州州長（第56任）。他接替共和黨人克里斯·克里斯帝擔任州長。他是民主黨黨員，他在2009年至2013年於總統贝拉克·奥巴马任內擔任美國駐德國大使。